# Hell in a Cell (2017)
Cet article concerne l'édition 2017 du pay-per-view Hell in a Cell. Pour toutes les autres éditions, voir WWE Hell in a Cell.
 (décembre 2017).
Si vous disposez d'ouvrages ou d'articles de référence ou si vous connaissez des sites web de qualité traitant du thème abordé ici, merci de compléter l'article en donnant les références utiles à sa vérifiabilité et en les liant à la section « Notes et références ».
L'édition 2017 de Hell in a Cell est un Premium Live Event de catch (lutte professionnelle) produit par la World Wrestling Entertainment, une fédération de catch américaine qui est télédiffusée et visible en paiement à la séance sur le WWE Network, ainsi que gratuitement sur la chaîne de télévision française AB1. L'événement a eu lieu le 8 octobre 2017 au Little Caesars Arena à Détroit (Michigan). Il s'agit de la 9e édition de Hell in a Cell qui est exclusivement réservée à la division SmackDown.

## Contexte
Les spectacles de la World Wrestling Entertainment (WWE) sont constitués de matchs aux résultats prédéterminés par les scénaristes de la compagnie. Ces rencontres sont justifiées par des storylines – une rivalité avec un catcheur, la plupart du temps – ou par des qualifications survenues dans les shows de la WWE telles que Raw, SmackDown et 205 Live. Tous les catcheurs possèdent un gimmick, c'est-à-dire qu'ils incarnent un personnage gentil (Face) ou méchant (Heel), qui évolue au fil des rencontres. Un événement comme Hell in a Cell est donc un événement tournant pour les différentes storylines en cours,.

### Kevin Owens contre Shane McMahon
Le 22 août, Kevin Owens affronte AJ Styles pour le titre des États-Unis avec Baron Corbin comme Arbitre Spécial. Durant le match, comme Baron Corbin arbitre mal le match, Shane McMahon arrive pour le remettre dans l'ordre. Mais alors qu'ils parlaient, Kevin Owens donne un coup d'avant-bras dans l'entre-jambe d'AJ Styles. Baron Corbin, ne l'ayant pas vu, fait le décompte, mais comme Shane l'a vu, il le tire vers l'extérieur du ring et Corbin décide de lui donner le maillot et de quitter le ring. AJ Styles se relève et fait un Hotshot puis un Phenomenal Forearm à Owens pour le compte de trois et conserver son titre.
La semaine suivante, Kevin Owens parle de sa défaite du match et du fait qu'il n'aura plus de chance pour le titre tant qu'AJ Styles est champion. Mais Shane McMahon l'arrête et lui dit que Baron Corbin ne savait pas arbitrer et lui faisait du favoritisme. Puis il l'ordonne de quitter le ring car Aiden English (que Kevin a interrompu) doit affronter Sami Zayn. Mais durant le match, Kevin prend de force le maillot d'arbitre et fait gagner Aiden English. Le 5 septembre, Shane McMahon attaque Kevin Owens après que celui-ci ait insulté ses enfants. Puis Daniel Bryan, sous les ordres du Chairman Vince McMahon, suspens le commissaire de SmackDown. Le 12 septembre, lors de Sin City, Vince McMahon fait son retour et explique à Kevin Owens qu'il a suspendu Shane pas parce qu'il l'a attaqué, mais parce qu'il n'a pas fini le boulot. Puis il annonce au Québécois qu'il l'affrontera à Hell in a Cell dans le match éponyme. Mais alors qu'il allait lui serrer la main, Kevin Owens l'attaque sauvagement avant de lui porter un Frog Splash. La semaine d'après, Shane McMahon condamne Kevin Owens à l'affronter à Hell in a Cell. Puis celui-ci, par satellite, s'excuse, mais explique que tout cela est la faute de Shane McMahon. Le 26 septembre, Kevin affronte Sami Zayn, mais durant le match, il fait un Apron Powerbomb et le blesse, ce qui oblige l'arbitre à arrêter le match. Alors qu'il allait mettre un terme à sa carrière, Shane McMahon arrive pour le sauver, mais l'ancien champion universel parvient à s'échapper. Le tout dernier SmackDown avant Hell in a Cell, Shane McMahon invite son futur adversaire à un face-à-face, mais celui-ci refuse. Il s'ensuit alors une bagarre où Kevin Owens termine par un Pop-Up Powerbomb au centre du ring.

### Shinsuke Nakamura contre Jinder Mahal pour le WWE Championship
À Summerslam, Jinder Mahal bat Shinsuke Nakamura grâce à l'intervention des  The Singh Brothers et conserve son titre. Le 22 août à SmackDown, Shinsuke Nakamura bat les Singh Brothers dans un Handicap match. Après le match, il se fait attaquer par Mahal mais il réussit à prendre le dessus et lui effectue un Kinshasa. La semaine suivante, Nakamura tente d'attaquer le champion et ses sbires avec Randy Orton, mais Rusev intervient pour aider l'Indien. Plus tard dans la soirée, Nakamura et Orton battent Rusev et Jinder Mahal. Mais après le match, étant donné qu'ils s'affronteront la semaine prochaine, Randy Orton porte un RKO à Nakamura. Le 5 septembre, le Japonais bat Orton et devient challenger pour le titre de Mahal. Le 12, le champion de la WWE provoque son adversaire. La semaine suivante, il fait la même chose plus vulgairement. Mais le 26 septembre, alors que Jinder Mahal s'excusait, et, juste après, recommençait. Shinsuke Nakamura se fait passer pour une photo et arrive ensuite sur le ring et pour attaquer ses adversaires. Pendant le dernier SmackDown avant le PPV, alors qu'il se faisait interviewer sur le ring, il se fait attaquer par Mahal.

### The Usos vs The New Day pour le SmackDown Tag Team Championship
À Summerslam,les Usos ont battu le New Day et récupèrent les titres par équipe .Les lendemain,ils battent les Hype Bros.Le 29 août,ils battent à nouveau le New Day et ont le droit de choisir la stipulation de leur prochain match de championnat .Le 5 septembre, les Usos choisissent un Street Fight Match .Mais la semaine suivante,ils prdent leurs titres au profit de New Day .Le 19 septembre,le New Day bat les Hype Bros avec les Usos en commentaire.

## Tableau des matchs
| Ordre par numéros | Résultat                                                                                     | Stipulation(s)                                                             | Temps |
| --- | -------------------------------------------------------------------------------------------- | -------------------------------------------------------------------------- | ----- |
| 1P | Chad Gable et Shelton Benjamin battent The Hype Bros (Mojo Rawley et Zack Ryder)             | Tag Team match                                                             | 10:20 |
| 2 | The Usos (Jimmy et Jey) battent The New Day (Big E et Xavier Woods) (c) (avec Kofi Kingston) | Hell in a Cell Tag Team match pour les WWE SmackDown Tag Team Championship | 22:00 |
| 3 | Randy Orton bat Rusev                                                                        | Match simple                                                               | 11:40 |
| 4 | Baron Corbin bat AJ Styles (c) et Tye Dillinger                                              | Triple Threat match pour le WWE United States Championship                 | 19:20 |
| 5 | Charlotte Flair bat Natalya (c) par disqualification                                         | Match simple pour le WWE SmackDown Women's Championship                    | 12:15 |
| 6 | Jinder Mahal (c) (avec The Singh Brothers) bat Shinsuke Nakamura                             | Match simple pour le WWE Championship                                      | 12:10 |
| 7 | Bobby Roode bat Dolph Ziggler                                                                | Match simple                                                               | 11:35 |
| 8 | Kevin Owens (avec Sami Zayn) bat Shane McMahon                                               | Falls Count Anywhere Hell in a Cell match                                  | 39:00 |
| La lettre C placée entre parenthèses désigne la personne ou l’équipe championne en titre. P – indique que le match a eu lieu lors du pré-show |                                                                                              |                                                                            |       |